# 외르크 하이더

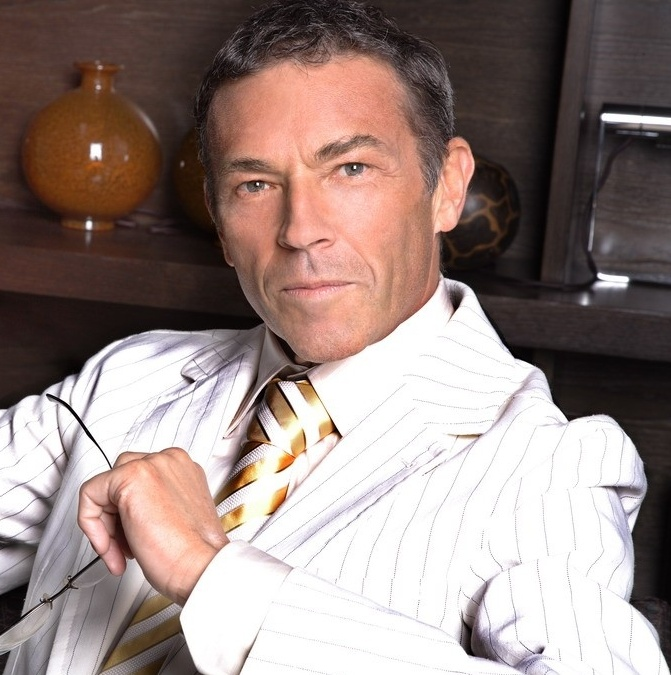
Jörg Haider

외르크 하이더(독일어: Jörg Haider, 1950년 1월 26일 ~ 2008년 10월 11일)는 오스트리아의 극우 정치인이다.
오버외스터라이히주에서 태어났다. 그의 부모는 나치당에서 활동했다. 빈 대학교에서 법학을 전공했으며, 3년간 법학 강의를 했다. 젊은 시절 우파인 자유당 청년 조직에서 활동했으며, 케른텐주의 당 간부가 되었다. 1979년 케른텐 주를 지역구로 국회의원으로 선출되었다. 1986년 자유당 당수가 되었다. 1989년 케른텐 주 정부 구성 시 최다 의석을 확보했던 좌파의 사회민주당이 과반 의석 확보에 실패하자, 자유당과 중도 우파의 국민당이 연정을 구성하고 그는 케른텐 주지사가 되었다. 그러나 그는 이 무렵부터 나치와 히틀러를 찬양한다고 공공연하게 밝히는 등의 극우적인 성향으로 문제가 되었으며, 그 결과 1991년 연정이 붕괴되어 주지사 직에서 물러났다. 그 후 1999년 선거에서는 자유당이 최다 의석을 얻어 독자적으로 주 정부를 구성하여 주지사가 되어 2008년 사망할 때까지 재직했다.
그가 이끄는 자유당은 점점 국회의원 선거에서 의석을 늘렸으며, 1999년 총선에서는 제2차 세계대전 이후 번갈아가거나 연립하면서 정권을 구성해오던 사회민주당과 국민당을 위협할 수 있을 정도에까지 이르러 큰 돌풍을 일으켰다. 이는 제2차 세계대전 후 유럽의 민주 국가에서 극우 정당이 거둔 최대의 승리였다. 총선에서 국민당이 최다 의석을 확보했고, 다음으로 사민당과 자유당이 같은 수의 의석을 얻었다. 과반 의석을 확보하지 못한 국민당은 처음에 사민당과 제휴하려 했으나 협상이 진행되지 않자 자유당과 연정을 구성하여 2000년 2월 자유당이 참여한 연립 내각이 출범했다. 이는 국제적으로도 큰 논란을 불러일으켰다. 유럽 연합은 오스트리아에 대해 정치적인 제재 조치를 취했으며, 이스라엘과는 사실상 관계 단절 상태가 되었다. 국내외의 반발로 하이더는 곧 자유당 당수직을 사임할 수밖에 없었다. 그러나 그는 계속 독자적인 행보를 계속하며 눈길을 끌었다.
2002년 자유당은 내분을 겪었으며, 국민당과 자유당 연정은 붕괴되었다. 총선에서 자유당은 의석을 많이 잃었다. 2004년 지방 선거에서 케른텐 주에서는 승리하여 영향력을 잃지 않는 듯했으나, 2005년 자유당을 떠나 오스트리아 미래연합을 창당하였다. 오스트리아 미래연합은 2006년 총선에서 7석을 얻은 데 이어, 2008년 총선에서는 21석을 얻으며 선전했다. 그러나 총선 직후인 2008년 10월, 그는 교통사고로 갑자기 사망하였다.